# Stagione di pattinaggio di figura
La stagione di pattinaggio di figura è il periodo di tempo in cui le gare si svolgono per questo sport. La stagione di pattinaggio inizia il 1 ° luglio di un anno e termina alla fine di giugno dell'anno successivo.

## Campionati ISU
L'International Skating Union (ISU) definisce come Campionati ISU le cinque gare più importanti della stagione fra quelle organizzate dalla federazione internazionale. L'unica gara più importante è quella che si svolge nell'ambito dei Giochi olimpici invernali ma, per quanto riconosciuta dall'ISU, e organizzata secondo le regole stabilite dall'ISU, la gara si svolge sotto l'egida del CIO e pertanto non può essere definita un Campionato ISU. Per tutte le competizioni il numero di partecipanti per ciascuna nazione dipende dai risultati ottenuti dai pattinatori di quella nazione nell'edizione dell'anno precedente.
Fra i Campionati ISU, quelli che si svolgono per primi sono i Campionati europei. La gara solitamente viene organizzate nel mese di gennaio. I Campionati europei sono il più antico dei campionati, con la prima edizione (solo maschile) che si è svolta nel 1981. Le competizioni riservate alle donne e alle coppie si sono svolte per la prima volta nel 1930. La gara di danza su ghiaccio è stata aggiunta nel 1954.  Originariamente aperti a pattinatori provenienti da tutto il mondo purché la loro federazione fosse membra dell'ISU, dal 1949 l'iscrizione ai Campionati europei è consentita solo ai pattinatori provenienti dai paesi europei.
La gara successiva è il Campionato dei quattro continenti. Istituita nel 1999 per essere l'equivalente del Campionato europeo per i pattinatori non europei, tradizionalmente si svolge in febbraio.
I Mondiali Junior di pattinaggio di figura sono stati per molti anni organizzati alla fine di novembre o dicembre. Dopo la stagione 1998-1999 sono stati spostati fra la fine di febbraio e l'inizio di marzo, e si svolgono il Campionato dei Quattro continenti. La gara, nata nel 1976, è aperta a pattinatori che rientrano in una determinata categoria di età. Attualmente, pattinatori devono essere di età compresa tra 13 e 19 (o 13 e 21 per gli uomini in coppie e danza su ghiaccio).
I Campionati mondiali di pattinaggio di figura, per regolamento ISU, devono avvenire dopo il quarto Lunedì nel mese di febbraio, con un intervallo di almeno quattordici giorni tra Campionato dei Quattro continenti e Campionato mondiale. Le quattro competizioni, maschile (nata nel 1896), femminile (nata nel 1906), delle coppie (nata nel 1908) e di danza (nata nel 1952), sono aperte a tutti i paesi membri dell'ISU. 
La competizione finale è il Campionato del mondo di pattinaggio sincronizzato.

## Le Olimpiadi
Ogni quattro anni il pattinaggio di figura è presente all'interno dei Giochi Olimpici Invernali. Le Olimpiadi di solito si svolgono nel mese di febbraio. I Campionati Europei e il Campionato dei Quattro continenti si svolgono generalmente prima mentre le altre competizioni si svolgono dopo. A differenza di alcuni altri sport, l'aggiunta della gara olimpica nel calendario della stagione non comporta la cancellazione del Campionato del mondo, che si svolge regolarmente qualche tempo dopo i Giochi olimpici.
Il pattinaggio è entrato nel programma olimpico nel 1908, unico sport invernale in una manifestazione per il resto incentrata su sport estivi. Le competizioni comprendono le specialità maschile, femminile, di coppia, di danza su ghiaccio (dal 1976) e un evento a squadre (dal 2014). Nel 1908 si è svolta anche una gara riservata alle figure speciali.

## Gare internazionali
Gli eventi autunnali internazionali esistono da decenni. Nel 1995 l'ISU, per contrastare il crescente successo del pattinaggio professionistico ed evitare che i pattinatori più forti abbandonassero le competizioni dopo pochi anni, ha creato un circuito di gare, denominato Grand Prix, elevando di stato cinque delle più importanti competizioni internazionali, per le quali è stato istituito un montepremi. Gli eventi sono Skate America, Skate Canada, Trophée Eric Bompard, Coppa delle Nazioni (più tardi conosciuta come Sparkassen Cup e Bofrost Cup), e il Trofeo NHK. Il circuito si conclude con una finale che si svolgeva inizialmente in primavera prima dei Campionati mondiali. Alla finale partecipano i primi sei atleti di ogni disciplina. Nel 2001 la finale è stata spostata a dicembre. Nel 1996 è stato aggiunto un sesto evento: la Cup of Russia. L'evento in Germania è stato sostituito nel 2003 con la Cup of China. Occasionalmente problemi organizzativi o questioni politiche hanno portato alla sostituzione di una delle competizioni storiche con una gara creata per l'occasione e ufficialmente inserita nel circuito Grand Prix.
Altre gare internazionali tradizionalmente tenute in autunno, come il Nebelhorn Trophy, esistono indipendentemente dal circuito Grand Prix. Dalla stagione 2014-2015 alcune di queste gare sono state riunite in un nuovo circuito, di importanza minore rispetto al Grand Prix, denominato ISU Challenger Series. Il calendario agonistico comprende numerose gare internazionali di livello inferiore ma comunque riconosciute dall'ISU.
Nel 1997 l'ISU ha istituito l'ISU Junior Series, poi ribattezzata ISU Junior Grand Prix, riservata a pattinatori di età compresa fra i 13 e i 19 anni. La serie contiene più gare rispetto al suo omologo senior, consente la partecipazione di un maggior numero di atleti e permette a più pattinatori di competere in finale. Il numero di posti disponibili per ciascuna nazione è basato sul risultato degli atleti di quella stagione al Campionato del mondo junior che si è svolto nella stagione precedente. La finale originariamente si teneva in marzo ma è stato spostato in dicembre nel 1999. La prima gara si svolge nel mese di agosto e determina l'inizio ufficiale del calendario agonistico di ogni la stagione.
Gare di pattinaggio si svolgono nell'ambito di manifestazioni come i Giochi olimpici giovanili, il Festival olimpico della gioventù europea, le Universiadi, i Giochi asiatici e i Giochi asiatici giovanili.

## Gare a squadre
Con l'eccezione del pattinaggio sincronizzato, tradizionalmente il pattinaggio artistico è uno sport individuale o per coppie. Nel 2009 l'ISU ha creato una competizione riservata alle migliori sei squadre al mondo denominata World Team Trophy. La gara si svolge ogni due anni e prevede la partecipazione di due atleti per nazione nelle prove maschile e femminile e di una coppia nelle specialità di artistico e danza su ghiaccio. Anche se vengono stilate classifiche individuali, le medaglie vengono assegnate solo per il risultato delle squadre.
Una competizione a squadre è presente ai Giochi olimpici dal 2014. Al programma corto della competizione partecipano le dieci migliori squadre al mondo, presenti con un atleta o una coppia di atleti in ciascuna disciplina. Gli atleti delle cinque squadre migliori disputano anche il programma libero. Le medaglie vengono assegnate sulla base di una classifica stillata sommando tutti i piazzamenti degli atleti.
Altre competizioni a squadre di importanza minore sono il Japan Open, gara a inviti riservata a una squadra asiatica, una europea e una nordamericana basata sul solo programma libero eseguito da due atleti per squadra, e il Team Challenge Cup, una competizione a inviti basata su sfide fra piccoli gruppi di pattinatori che si è svolta solo nel 2016.

## Campionati nazionali
La maggior parte dei paesi detengono campionati nazionali annuali. Non è previsto un momento specifico in cui i campionati nazionali devono essere tenuti. Mentre alcuni paesi si basano sui risultati dei loro atleti per scegliere le squadre per i Campionati ISU, altri hanno criteri più svariati a seconda di test e risultati internazionali. Fra i campionati nazionali più importanti vi sono i Campionati canadesi, i Campionati francesi, i Campionati giapponesi, i Campionati italiani, i Campionati russi e i Campionati degli Stati Uniti d'America.